# 1701 en architecture
| Années de l'architecture : 1698 - 1699 - 1700 - 1701 - 1702 - 1703 - 1704    |
| Décennies de l'architecture : 1670 - 1680 - 1690 - 1700 - 1710 - 1720 - 1730 |

Cet article présente les faits marquants de l'année 1701 en architecture.

## Réalisations
- x

## Événements
- Début des travaux du Castle Howard dans le Yorkshire.

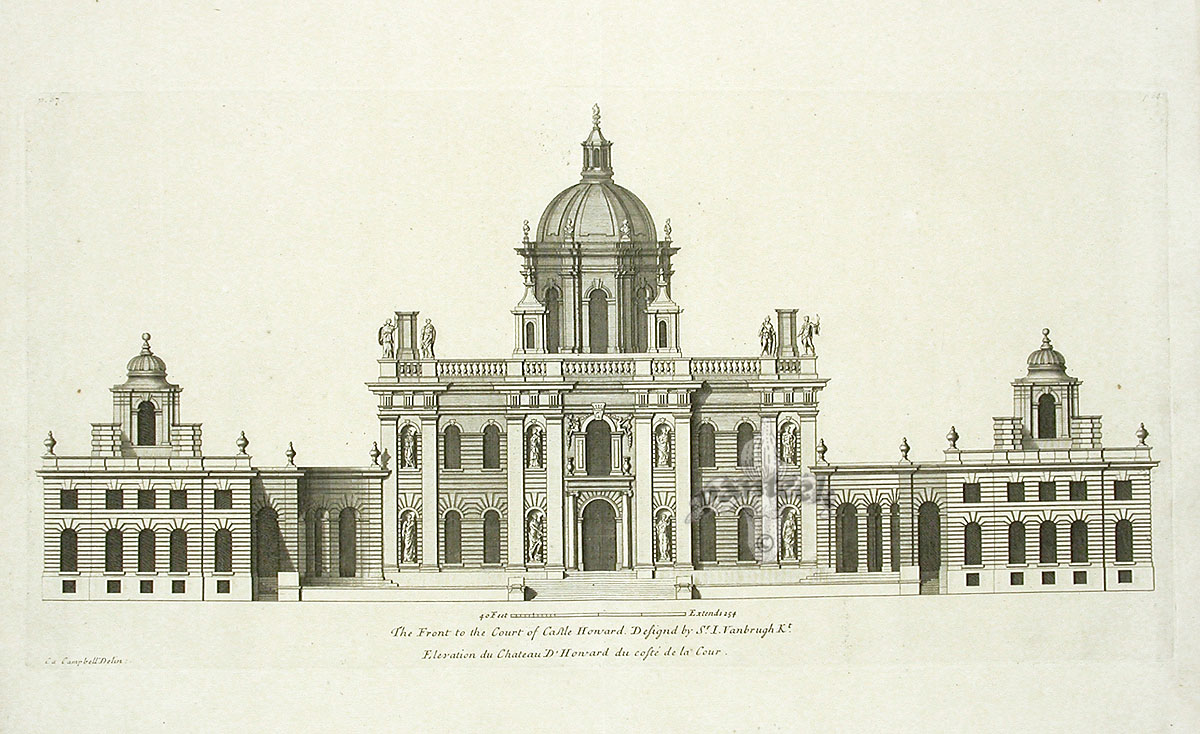
Dessin de la façade du Castle Howard, gravé dans les années 1720.

## Naissances
- 9 avril : Giambattista Nolli, architecte et cartographe italien († 1er juillet 1756).
- 10 novembre : Johann Joseph Couven, architecte allemand baroque († 1763).

## Décès
- x